# Ultrasò

Rang de freqüències i aplicacions

Un ultrasò és una vibració de la mateixa natura que el so, és a dir, composta d'ones mecàniques de pressió, però d'una freqüència superior a la màxima audible per a l'orella humana, que és 20 kHz. El mot "ultrasò" prové del prefix llatí ultra-, que significa, "en grau extrem", i de so.
Cal destacar que la tècnica més comuna en medicina que empra els ultrasons és la ecografia. Són assajos no destructius de productes i estructures, per trobar errors invisibles. A la indústria és usat per netejar, soldar plàstics i metalls, tallar, conformar, comprovar materials, barrejar, desgasificar, polvoritzar, localitzar, mesurar i accelerar processos químics. D'altra banda, animals com els ratpenats i els cetacis ho fan servir per trobar les seves preses i detectar obstacles.

## Història
Els ultrasons no són un invent descobert per l'home, si no un esdeveniment físic natural que pot ser provocat de forma artificial per l'home.Les aplicacions que té avui en dia no són res més que la suma de diversos experiments duts a terme al llarg de la història.
Al segle xviii, l'any 1700, el biòleg italià Lazzaro Spallanzani va descobrir l'existència d'aquestes ones sonores, observant com les ratapinyades atrapaven les seves preses.

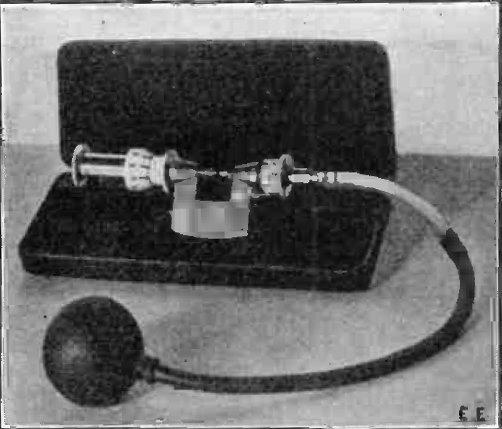
Xiulet de Galton, primer aparell emissor d'ultrasons

A la primera meitat del segle xix (1803-1899), el físic i matemàtic austríac Christian Andreas Doppler va donar a conèixer el seu treball sobre l′"Efecte Doppler" el qual consistia a observar certes propietats de la llum en moviment, que eren aplicables a les ones de l'ultrasò.
El segle xix suposa l'inici del coneixement de l'ultrasò a partir del xiulet de Galton + i del diapasó, que eren capaços de produir-ho; encara que només es produïen a molt baixes freqüències, n'hi havia prou per comprovar les diferents barreres existents a l'orella entre l'home i els animals. A finals de segle, a França es detecten aquesta mena d'ones i es comencen a fer nombroses investigacions sobre els seus usos. Com a conseqüència a principis del segle XX el físic francès P. Langevin i el Dr. C. Chilowsky van aconseguir desenvolupar el primer generador ultrasònic per mitjà d'un piezoelèctric.
Al començament del segle xx, es realitza una de les primeres aplicacions a l'àrea de la marina, després que el físic francès Paul Langevin inventés el Sonar, en el qual es va basar el posterior desenvolupament dels equips usats a l'aviació i després en medicina terapèutica i diagnòstica.
El 1924 el científic rus S. I. Sokolov va proposar l'ús de l'ultrasò com a mecanisme vàlid per a la inspecció industrial, particularment per a la recerca de defectes.
Al final de la Segona Guerra Mundial, investigadors japonesos, americans i d'altres països europeus van començar a desenvolupar els primers prototips de diagnòstic per ultrasò en medicina, primer en mode Analogue i posteriorment en mode Bright' ' amb imatge analògica.
És al començament de la dècada dels anys 70 on s'introdueix el scan converter amb què s'aconsegueixen les primeres imatges de l'anatomia en escala de grisos. Anys més tard, s'agreguen els microprocessadors controlats, cosa que permet l'obtenció d'imatges en temps real d'alta resolució; això va suposar l'acceleració de proves diagnòstiques i una fantàstica acceptació clínica.

## Ultrasons naturals

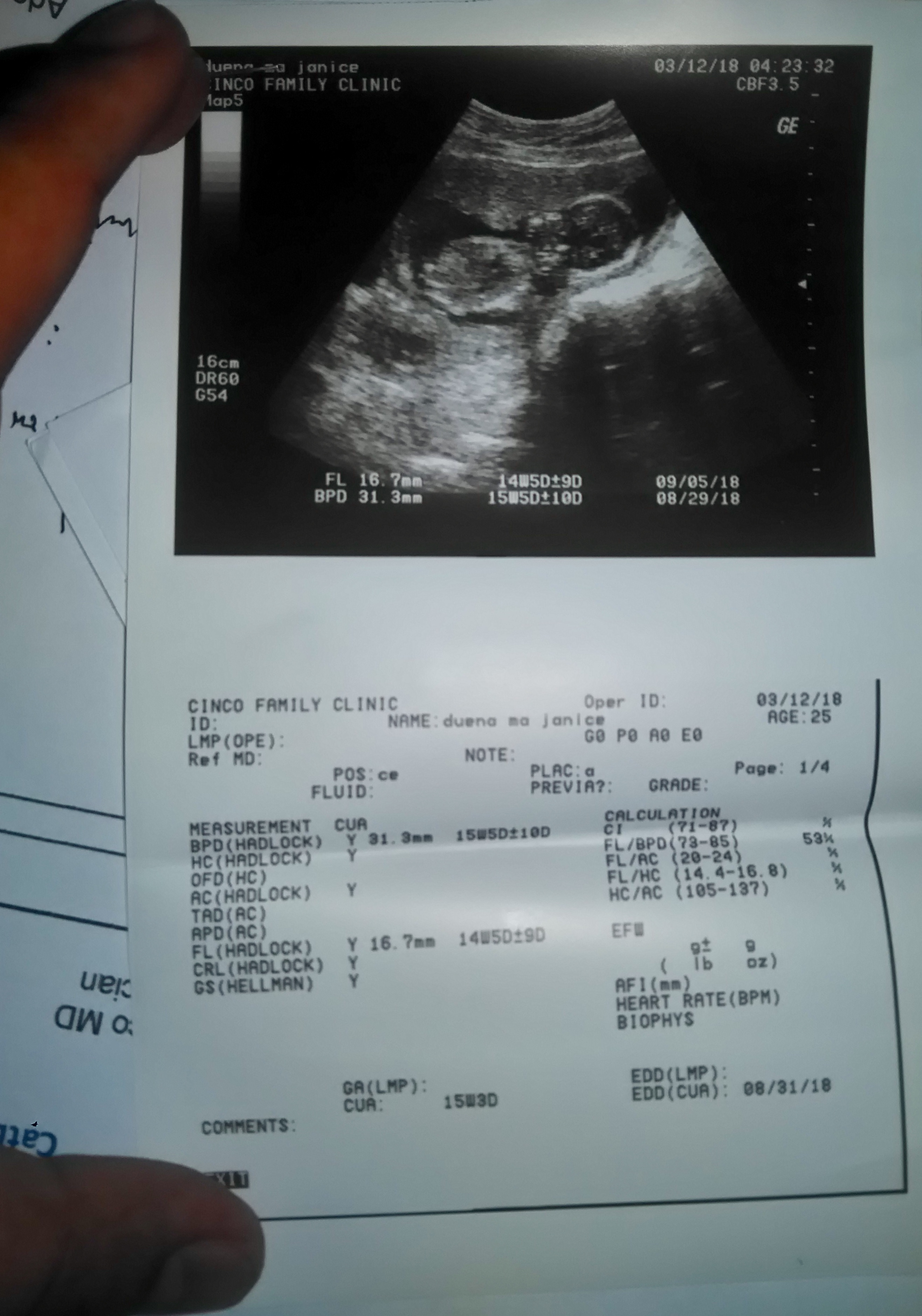
Resultat de prova d'ultrasons d'origen mèdic, en paper

### Humans
El límit superior de freqüència en humans (aproximadament 20 kHz) és degut a limitacions de l'orella mitjana. La sensació auditiva pot passar si l'ecografia d'alta intensitat alimenta directament el crani humà i arriba a la còclea a través de la conducció òssia, sense passar per l'orella mitjana.
Els nens poden sentir alguns sons aguts que els adults no poden percebre, ja que en els humans el to límit superior de l'audició tendeix a disminuir amb l'edat. Una companyia nord-americana de telèfons mòbils va utilitzar aquest principi per crear senyals de trucada telefònica que suposadament només eren audibles per a persones més joves, però moltes persones grans les podien percebre, cosa que es devia a la considerable variació del deteriorament relacionat amb l'edat en l'audició superior límit. El Mosquito és un dispositiu electrònic que utilitza una freqüència de to elevat per dissuadir els joves de rondar.

### Animals

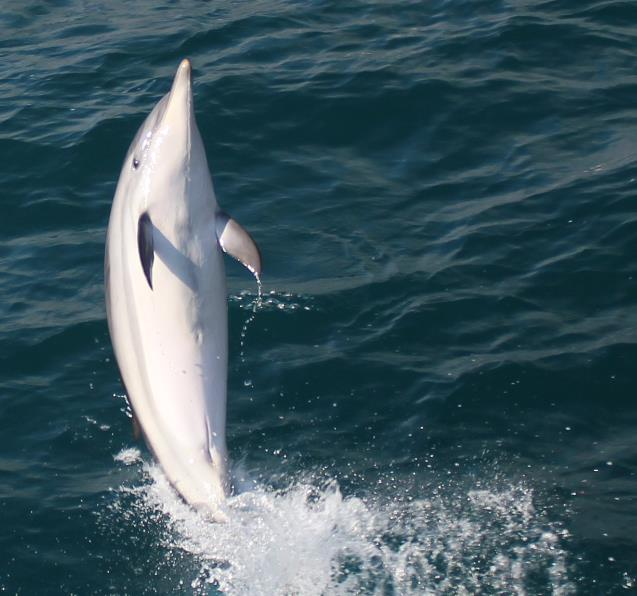
Dofí

Els primers ultrasons emesos per animals foren detectats en la dècada de 1930 pel físic de la Universitat Harvard, George Washington Pierce (1872-1956), que havia inventat un aparell per emetre i detectar ultrasons. Aquests primers ultrasons foren detectats en grills. Posteriorment es descobrí que d'altres animals poden sentir-los, és el cas dels gossos, que poden percebre ultrasons de fins a 50 kHz o els ratolins que els detecten fins a 100 kHz; i fins i tot n'hi ha que els empren com a mètode de localització d'obstacles o de preses, és els cas dels ratpenats o dels dofins, aquests detecten ultrasons fins als 150 kHz. Malgrat els poden percebre algunes freqüències els resulten doloroses, la qual cosa s'empra per espantar-los. Entre 13,5 kHz i 19,5 kHz espanta rates, ratolins, cans i guineus, entre d'altres; entre 19,5 kHz i 24,5 kHz repel·leix gats, ossos rentadors, teixons i mofetes; entre 24,5 kHz i 45,5 kHz s'empra contra ratapinyades i ocells.

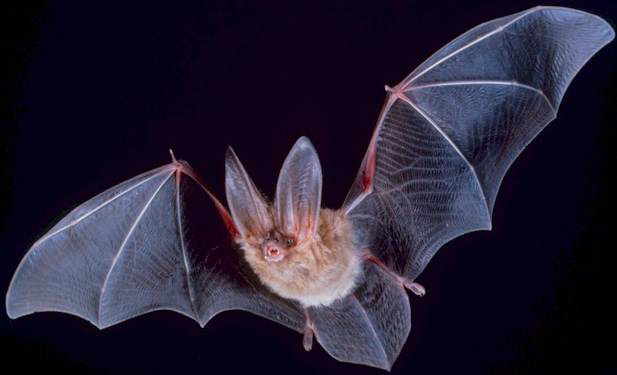
Ratpenat

Els senyals d'ultrasò utilitzades pels ratpenats es divideixen en tres categories principals:
1. Els anomenats clics curts (espetecs).
2. Polsos d'escombrat de freqüència.
3. Polsos de freqüència constant.

Hi ha dos subordres de ratpenats, megaquirópters i microquiròpters, que es diferencien per la manera d'emprar els ultrasons. Els primers usen els clics curts, els segons utilitzen els altres dos. Els clics amb la boca, produeixen parells de clics separats un temps d'uns 30 ms, amb 140-430 ms entre parells, amb una freqüència d'escombrat entre 10 kHz i 60 kHz. Un tipus de ratpenats, els verspertiliònids, tenen polsos d'escombrat de freqüència de 78 kHz a 39 kHz a 2,3 ms. Emet polsos de 8 a 15 vegades per segon, però pot augmentar a 150-200 / s quan ha de fer una maniobra difícil.

## Principi

### Física
L'ultrasò es defineix com una sèrie d'ones mecàniques, generalment longitudinals originades per la vibració d'un cos elàstic (cristall piezoelèctric) i propagades per un medi material (teixits i òrgans corporals) amb una freqüència que supera la del so audible per l'humà, superior a 20kHz. La freqüència d'aquest consisteix en el nombre de cicles o canvis de pressió que ocorren per segon la qual es quantifica en cicles per segon o hertz.
Les característiques de l'ultrasò són:
1. Freqüència: determinada per la font emissora del so i pel mitjà travessat. En medicina, amb fins de diagnòstic, es fan servir freqüències entre 2 i 30MHz.
2. Velocitat de propagació: varia en funció de la densitat i la compressibilitat del material. És a dir, les molècules als teixits més comprensibles estaran molt separades, per la qual cosa la seva transmissió és més lenta.
3. Interacció amb la matèria, mitjançant estimulació de molècules que transmeten energia entre elles en interactuar.
4. Longitud d'ona. En travessar un teixit succeeix la reflexió de feixos ultrasònics cap a un transductor, anomenat “eco”.
5. Impedància acústica. Proveeix evidència de la identitat de diferents matèries o teixits que es travessen d'un mitjà a un altre. Això dóna lloc a una interfície entre aquests materials.
6. Angle d'incidència. La intensitat amb què el feix es reflecteix dependrà de l'angle. Aquesta tècnica requereix un angle exacte per a una detecció correcta per la font receptora.
7. Atenuació
8. Freqüència de repetició de polsos

En exposar teixits vius a ultrasons, aquests experimentaran els processos següents:
- Atenuació: Les ones sonores dins d'un material pateixen atenuació, i per això ens és impossible percebre-les amb la mateixa intensitat.

- Refracció: Depenent de la interfície travessada, la direcció de l'ona sonora refractada dependrà de l'orientació de la interfície respecte a l'incident (llei de Snell)

- Dispersió o Scattering: Part de les ones sonores en trobar-se amb una interfície es reflecteixen en totes direccions. Proporciona soroll i artefactes a les imatges (efectes indesitjats)

- Reflexió: Part de les ones sonores en trobar-se amb una interfície es reflecteixen amb un angle similar a l'incident. Fenomen proporcionat per l′eco.

Des d'aquí, per a la imatge diagnòstica, l'efecte més important és la reflexió.

## Formació d'imatge

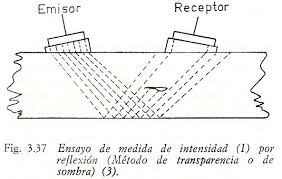
Detecció d'esdeveniment en matèria per emissió d'US

La microscòpia acústica és la tècnica de fer servir ones de so per visualitzar estructures massa petites per ser resoltes per l'ull humà. S'utilitzen freqüències de fins a diversos gigahercis en microscopis acústics. La reflexió i la difracció de les ones sonores de les estructures microscòpiques poden proporcionar informació no disponible amb llum.
Els passos següents són essencials per obtenir una imatge d'aquests polsos d'ones ultrasòniques:
Pas 1: Emissió d'un pols d'ona

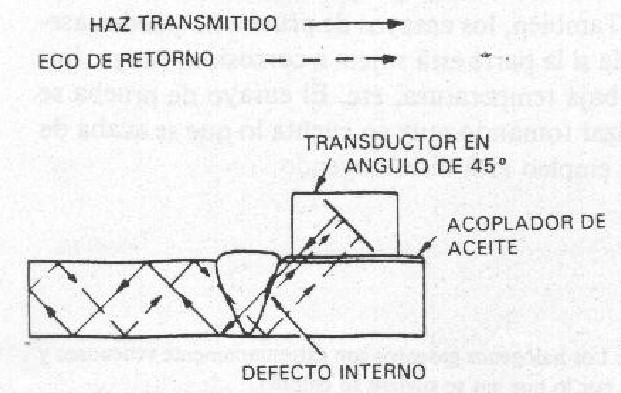
Inspecció ultrasònica a 45°

Pas 2: Mesurament del temps i de la intensitat de l'eco
El ressò acústic es produeix entre dues matèries amb diferents propietats acústiques. Es produirà menys ressò per a matèries de menor coeficient de reflexió (és a dir, aigua, greix, teixits tous...)
Pas 3: Reconstrucció mitjançant ús de velocitat propagació d'ona coneguda
Les imatges obtingudes seran diferents segons el coeficient d'atenuació de la matèria travessada.

#### Resolució dels ultrasons
Els materials més densos tenen majors enllaços atòmics, cosa que alenteix la velocitat de propagació del so.
La longitud d'ona determina la resolució mínima de l'instrument, que determina el detall més fi que es pot detectar: 
{\displaystyle \vartriangle x\geq c\times N/f=N\times \lambda }
La resolució permet així entendre la mida d'un teixit de densitat diferent en funció de la sensibilitat de l'instrument de detecció. Aquesta incrementa en funció de la freqüència i el poder de penetració decreix amb la freqüència.
| Pros                                                                | Contres                                                                                 |
| ------------------------------------------------------------------- | --------------------------------------------------------------------------------------- |
| Ràpid                                                               | Baixa resolució                                                                         |
| Barato                                                              | Imatge sorollosa i de difícil interpretació                                             |
| Segur                                                               | Sota poder de penetració                                                                |
| Vídeo en temps real fins a 4D (més fàcil interpretació que imatges) | A molta densitat d'un material absorbeix massa US. En conseqüència, imatges poc fiables |

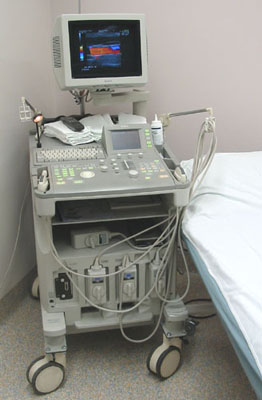
Dispositiu d'ultrasò

## Aplicacions

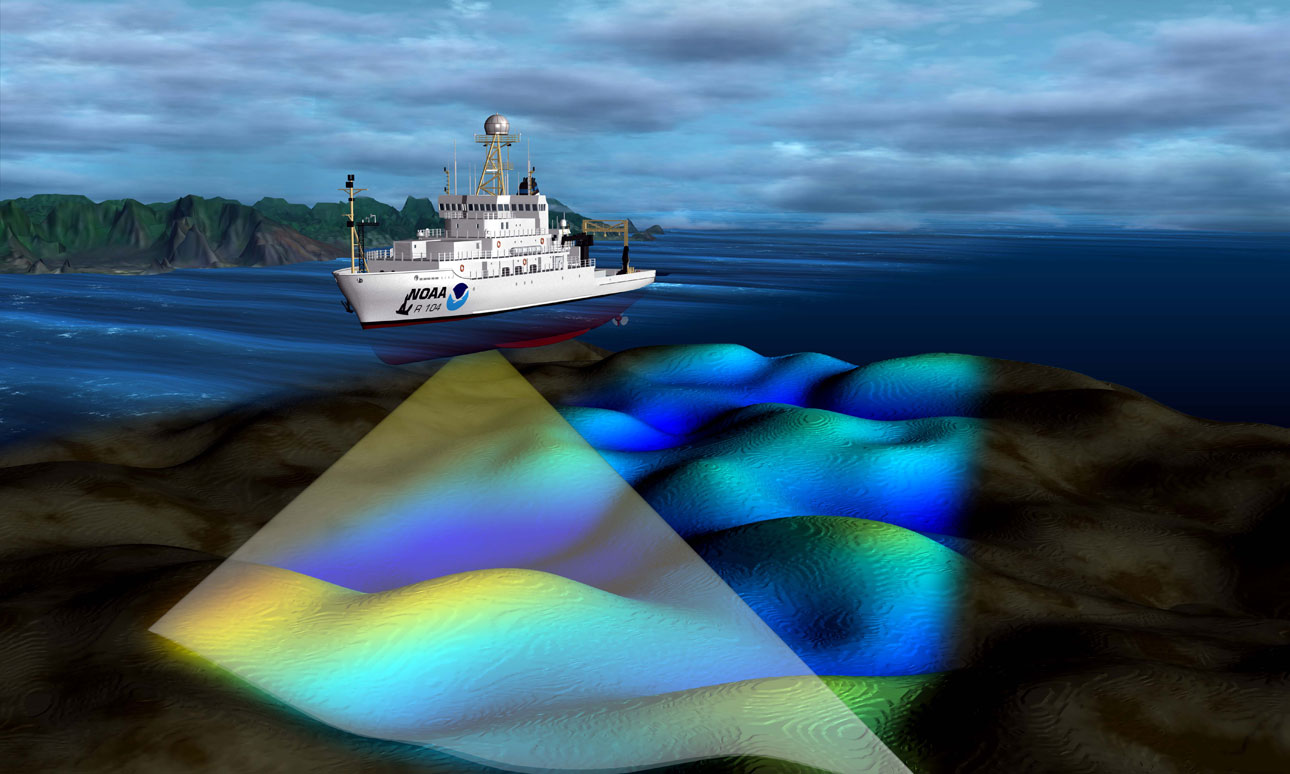
Vaixell explorant el fons marí mitjançant un sonar

El primer a donar-ne una aplicació pràctica fou el físic francès Paul Langevin (1872-1946), que concebé un mètode (que posteriorment donà lloc al sonar) per a la detecció de submarins, basat en l'emissió d'ultrasons i la recepció dels ecos provinents de la reflexió dels raigs emesos en els objectes. La distància a què es troba l'objecte de la font emissora es pot calcular a partir del temps que es triga a rebre l'eco i de la velocitat de propagació de l'ona ultrasonora dins de l'aigua, que és de 1450 m/s. És la mateixa tècnica que empren els dofins per orientar-se.
El mètode principal d'obtenció d'ultrasons consisteix en la vibració d'un cristall de quars, produïda per un fenomen invers a l'efecte piezoelèctric, en aplicar-li un camp elèctric altern. Hom arriba a produir ultrasons de 600 MHz de freqüència, que, en l'aire, correspon a longituds d'ona d'uns 0,5 μm.
Els ultrasons són emprats en la determinació de la velocitat del so en un medi, en la detecció de discontinuïtats en un sòlid i en la mesura de gruixos i distàncies, especialment en les sondes per a mesurar la profunditat de la mar i per a detectar els vols de peixos, els submarins, etc, en la mesura industrial del gruix de les peces metàl·liques i la detecció de bombolles, bufats, esquerdes i d'altres defectes interns, en l'homogeneïtzació de dissolucions i d'emulsions, en la dissipació de la boira i coagulació d'aerosols, en l'activació de reaccions químiques, en la soldadura de peces metàl·liques, etc.

Ecocardiografia en 3D

El fet que els ultrasons es puguin propagar dins del cos humà i que, a més, siguin innocus ha motivat que s'utilitzin àmpliament amb finalitats mèdiques. D'altra banda, el canvi de velocitat de propagació segons el medi permet diverses aplicacions en imatgeria, com ara l'ecografia, que empra ultrasons entre 1 MHz i 10 MHz. Els ultrasons també poden ser utilitzats per a mesurar les velocitats d'objectes mòbils. Aquesta aplicació es basa en l'efecte Doppler, fenomen pel qual la freqüència dels ecos es modifica en funció de la velocitat de desplaçament de l'objecte.